# Азимовская мечеть
Ази́мовская мече́ть (Шестая соборная, Заводская, тат. Əcem məçete, Әҗе́м мәчете́) — мечеть в Казани, памятник татарской культовой архитектуры.

## История
Построена в формах эклектики национально-романтического направления в 1887—1890 годах на месте старой деревянной мечети, существовавшей с 1804. Строительство осуществлено на средства купца М. М. Азимова. Азимовская мечеть — одноэтажная двухзальная мечеть-джами с минаретом высотой 51 м над входом. В декоративном убранстве использованы мотивы архитектуры мусульманского Востока. В 1930—1992 годах, в связи с антирелигиозной политикой советской власти, не использовалась по назначению. В результате строительства оказалась в центре промышленной зоны. В 1990—1992 годах реконструирована и реставрирована по проекту архитектора Р. В. Билялова. На территории мечети находится 2-этажное здание медресе и деревянный дом муллы. В настоящее время используется мусульманской общиной.